# Danh nghĩa nhân dân
Danh nghĩa nhân dân (tiếng Trung: 人民的名义; bính âm: Rénmín de míngyì) là một loạt phim truyền hình Trung Quốc phát sóng năm 2017 với chủ đề chính trị và chống tham nhũng. Phim được khởi chiếu từ 28 tháng 3 năm 2017 trong khung giờ vàng của đài truyền hình Hồ Nam. Phim có sự tham gia của các diễn viên Lục Nghị, Trương Phong Nghị, Ngô Cương, Hứa Á Quân, Trương Chí Kiên, Kha Lam, Hồ Tịnh. Kịch bản phim nói về cuộc đọ sức quanh vấn đề tham nhũng giữa một kiểm sát viên và các tham quan, cuối cùng tập đoàn tham nhũng cũng bị ngăn chặn và xử lý theo pháp luật.
Sau khi phát sóng, bộ phim nhận được phản hồi tích cực, đạt kỉ lục về tỉ suất người xem đài trên các kênh truyền hình Trung Quốc trong thế kỷ 21 tính đến thời điểm công chiếu xong.

## Bối cảnh
Từ những năm 1990 đến những năm 2000，Trung Quốc đã quay rất nhiều phim điện ảnh và truyền hình chống tham nhũng. Tuy số lượng phim này ngày càng tăng nhưng nội dung và chất lượng lại tăng không tương xứng. Tại hội thảo kế hoạch đề tài phim truyền hình toàn quốc năm 2004, nhiều đại biểu bày tỏ phải giải quyết vấn đề phim chống tham nhũng và phá án quá nhiều, bị lạm dụng quá mức. Tổng cục Quảng bá Phát thanh Truyền hình Quốc gia Trung Quốc quyết định giảm tỉ lệ duyệt phim cảnh sát và cướp, phim chống tham nhũng. Năm 2004, một thông báo được ban hành, yêu cầu các nhà đài toàn quốc không được chiếu phim điện ảnh và truyền hình đề tài vụ án nặng tính sát nhân và bạo lực trong khung giờ vàng. Từ đó, phim chống tham nhũng rơi vào thời kì yên lặng trong khoảng 10 năm. Từ 2004 đến 2014, chỉ một vài phim như "Người chủ chìm nổi của tôi", "Cái rét ở vĩ độ cao" cùng một số ít phim khác được phát sóng.。
Năm 2013, sau khi phổ biến công tác chống tham nhũng của Đại hội đại biểu Toàn quốc Đảng Cộng sản Trung Quốc lần thứ 18, chống tham nhũng trở thành đề tài nóng được xã hội quan tâm. Trung tâm Điện ảnh và Truyền hình Viện Kiểm sát Nhân dân Tối cao Trung Quốc cho rằng có thể thử khôi phục việc chế tác phim chống tham nhũng. Cuối năm 2014, sau khi lấy được sự đồng ý của trưởng cục Truyền hình thuộc Tổng cục Quảng bá Phát thanh Truyền hình, trung tâm này đã mời tiểu thuyết gia chính trị Chu Mai Sâm sáng tác một bộ phim truyền hình thực tế định hướng chống tham nhũng. Đây là một trong nhiều bộ phim thực tế chống tham nhũng do trung tâm này sản xuất trong cùng thời kỳ (những bộ phim khác như "Hành động lưới trời 2015", "Khoa quốc truy tham",...). Năm 2015, cục Truyền hình và cục Giám sát thuộc Tổng cục Quảng bá Phát thanh Truyền hình cũng lần lượt bày tỏ tín hiệu "có điều kiện bỏ lệnh cấm" phim chống tham nhũng và phá án. Trong năm 2015, nhiều bộ phim truyền hình đã được phát sóng, đặc biệt với phim "Đội trưởng hình cảnh" được chiếu vào khung giờ vàng, cho thấy lệnh cấm năm 2004 đã phần nào được dỡ bỏ.。

### Tài chính và quay phim
Sau lệnh cấm năm 2004, các công ty chế tác và nhà đầu tư vẫn lo lắng về việc làm phim chống tham nhũng. Ngoài ra, sau khi lệnh cấm được xem xét dỡ bỏ, tiêu chuẩn xét duyệt phim chống tham nhũng vẫn được đề cao hơn trước năm 2004. Hơn nữa, trong 10 phim nổi bật từ năm 2015 đến 2016, hầu như không có phim thực tế nào, mà việc sản xuất phim chống tham nhũng cũng khó hơn nhiều so với phim thực tế thông thường. Trong thời kì này, tỉ lệ người xem phim đề tài chính trị rất thấp. Do đó, sau khi kịch bản phim Danh nghĩa nhân dân hoàn tất, bộ phim đã chứng kiến sự ra đi của nhiều nhà đầu tư và phát hành. Trước sau có hơn 50 nhà đầu tư đã quay đi. Lúc bộ phim khai máy vẫn còn thiếu kinh phí 20 triệu nhân dân tệ. Trong 6 nhà đầu tư cuối cùng, ngoài hãng phim Phượng Hoàng Truyền Kỳ, 5 nhà đầu tư còn lại đều là công ty khởi nghiệp lần đầu tiên dấn thân vào lĩnh vực phim truyền hình. Trong đó, nhà sản xuất phim Cao Á Lân, người sáng lập công ty Gia Hội Văn Hoá đầu tư 40%, đạo diễn phim, Lí Lộ của hãng phim Hoằng Đạo đầu tư 10%, hãng phim Đại Thịnh và Lợi Đạt Thượng Hải đầu tư 15%, cuối cùng là hãng phim Chính Hoà Thuận Bắc Kinh.。

## Phát hành
Việc phát hành bộ phim trải qua nhiều thăng trầm, nhiều nhà đài như đài truyền hình trung ương Trung Quốc (CCTV), đài truyền hình Đông Phương, Chiết Giang, Giang Tô vì ra giá thấp nên không mua được. Đến tháng 5 năm 2016, bộ phim với vốn đầu tư 120 triệu nhân dân tệ này được đài truyền hình Hồ Nam, vốn nổi tiếng với các chương trình giải trí, mua lại với giá 220 triệu nhân dân tệ. Trong thoả thuận mua lại có đề ngày 15 tháng 2 năm 2017 sẽ chuyển giao, một khi không thông qua được xét duyệt của Tổng cục Quảng bá Phát thanh Truyền hình Quốc gia Trung Quốc, quá hạn một ngày bồi thường 50.000 nhân dân tệ, sau 10 ngày liên tiếp sẽ tự động cắt hợp đồng. Cả nhà sản xuất lẫn nhà đầu tư đều không dám chắc sẽ vượt qua vòng xét duyệt như thời gian đã định. Tuy nhiên, với sự giúp đỡ của trưởng cục truyền hình Mao Vũ, bộ phim đã vượt qua vòng xét duyệt nhanh chóng. Trước khi được phát sóng lần đầu trên đài Hồ Nam vào tháng 3 năm 2017, hầu như không hề có quảng bá tuyên truyền.。
Ngày 28 tháng 3 năm 2017，tập đầu tiên của Danh nghĩa nhân dân được phát sóng vào khung giờ vàng trên đài truyền hình Hồ Nam. Hai tuần sau, PPTV, một nhà cung cấp phần mềm miễn phí để xem truyền hình, kí một thoả thuận với nhà sản xuất và đài truyền hình Hồ Nam để mua độc quyền phát sóng và phân phối bộ phim. Sau đó, trong nền tảng mạng sẵn có, PPTV áp dụng hình thức "lấy phim đổi phim", đem phim này phân phối đến Mango TV, Youku, iQiyi, Tencent và nhiều nền tảng khác. Theo dữ liệu thống kê của trang maoyan.com，sau khi Danh nghĩa nhân dân phát sóng được 26 ngày, tổng lượt xem đạt 11,65 tỷ.
Nhờ bộ phim đạt tỉ suất xem cao nên các nhà chế tác, nhà đầu tư, đài truyền hình Hồ Nam và PPTV đều thu được lợi nhuận thương mại cao.。

## Giải thưởng
| Năm  | Lễ trao giải thưởng                                                                           | Giải thưởng                                                                                                  | Kết quả   | Người/Phim đoạt giải            |
| ---- | --------------------------------------------------------------------------------------------- | --- | --------- | ------------------------------- |
| 2017 | Liên hoan phim Thượng Hải lần thứ 23                                                          | Phim truyền hình Trung Quốc xuất sắc nhất                                                                    | Đề cử     | Danh nghĩa nhân dân             |
| 2017 | Liên hoan phim Thượng Hải lần thứ 23                                                          | Đạo diễn xuất sắc nhất                                                                                       | Đề cử     | Lý Lộ                           |
| 2017 | Liên hoan phim Thượng Hải lần thứ 23                                                          | Biên kịch xuất sắc nhất                                                                                      | Đề cử     | Chu Mai Sâm                     |
| 2017 | Liên hoan phim Thượng Hải lần thứ 23                                                          | Nam diễn viên phụ xuất sắc nhất                                                                              | Đoạt giải | Ngô Cương Trương Chí Kiên       |
| 2017 | Liên hoan phim Thượng Hải lần thứ 23                                                          | Nữ diễn viên phụ xuất sắc nhất                                                                               | Đề cử     | Hồ Tịnh                         |
| 2017 | GMIC X 2017 Phi phàm thịnh điển                                                               | Tác phẩm điện ảnh truyền hình có sức ảnh hưởng cao nhất trong thời đại Internet                              | Đoạt giải | Danh nghĩa nhân dân             |
| 2017 | Giải Hoa Đỉnh lần thứ 22                                                                      | Giải hội đồng giám khảo                                                                                      | Đoạt giải | Danh nghĩa nhân dân             |
| 2017 | Giải Hoa Đỉnh lần thứ 22                                                                      | 100 nhà chế tác phim truyền hình xuất sắc nhất Trung Quốc                                                    | Đoạt giải | Danh nghĩa nhân dân             |
| 2017 | Giải Kim Uy lần thứ 1                                                                         | Phim truyền hình xuất sắc nhất                                                                               | Đoạt giải | Danh nghĩa nhân dân             |
| 2017 | Cục điện ảnh thuộc Tổng cục Báo chí, Xuất bản, Phát thanh, Điện ảnh và Truyền hình Trung Quốc | Tiết mục kịch tham gia chào đón thắng lợi của Đại hội đại biểu Toàn quốc Đảng Cộng sản Trung Quốc lần thứ 19 | Đoạt giải | Danh nghĩa nhân dân (hạng nhất) |